# Lars Brygmann

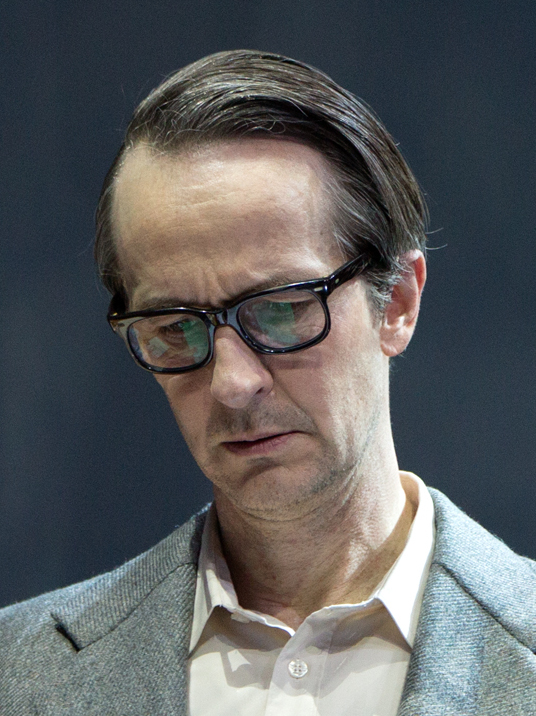
Lars Brygmann in 2016.

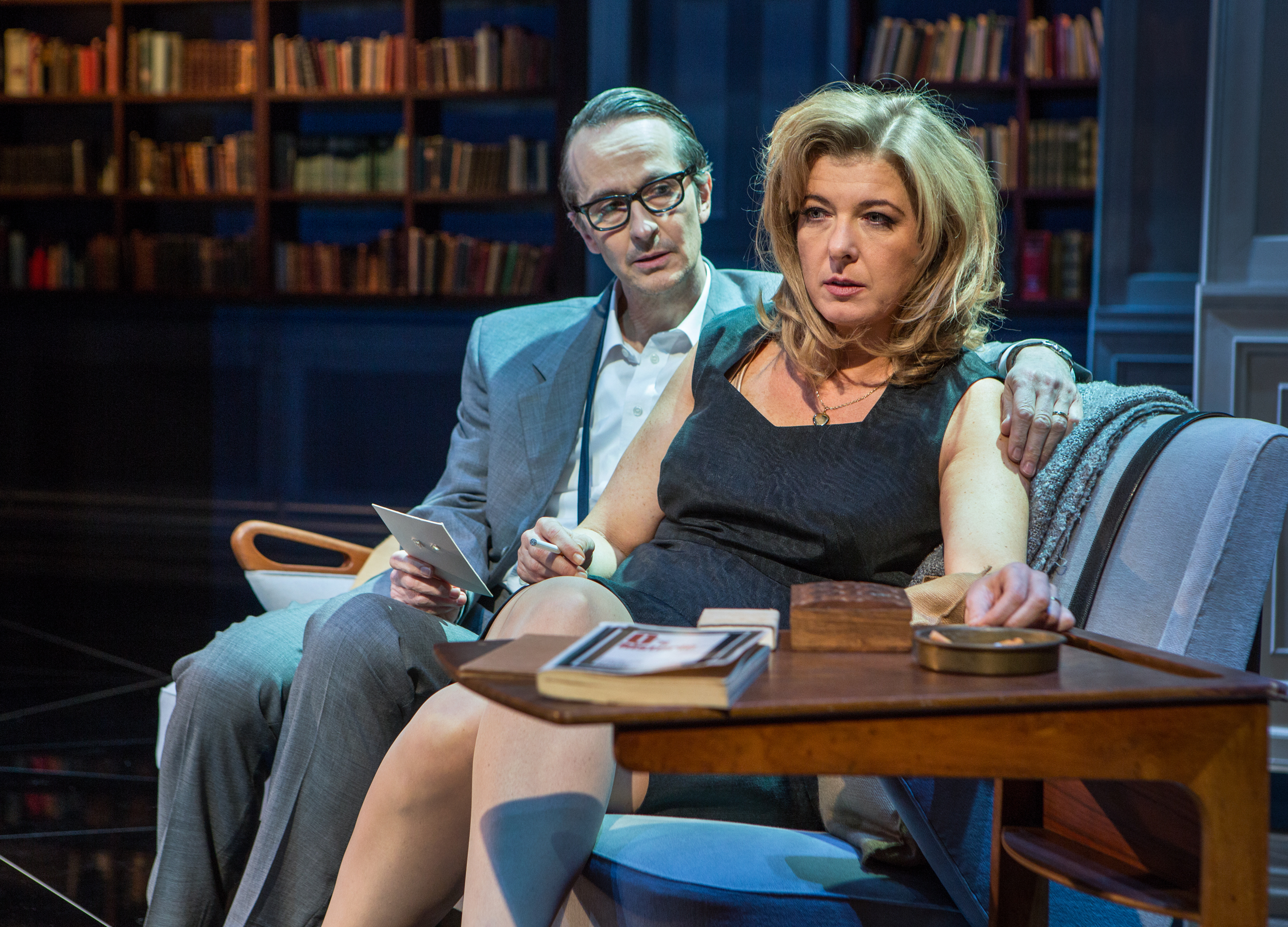
Met Paprika Steen in Toves værelse van Jakob Weis. Folketeatret, Kopenhagen, 2016.

Lars Brygmann (Kopenhagen, 17 februari 1957) is een Deense acteur.

## Loopbaan
Lars Brygmann wilde meubelmaker worden en heeft dat vak korte tijd uitgeoefend. Na een periode in Zuid-Amerika koos hij voor het acteursvak. Hij studeerde in 1987 in Kopenhagen af aan de particuliere toneelschool Tsarens Hof van de Russische actrice Galina Brenaa. Hij speelde vervolgens vele rollen in Kopenhaagse theaters als Får302 (waarvan hij in 1987 medeoprichter was), Dr. Dante, Mungo Park en Østre Gasværk Teater. Zijn filmdebuut was in 1995 in de korte film Sprængt nakke. Een jaar later had hij een kleine rol in de speelfilm Elsker, elsker ikke... en een vaste rol in de tv-serie Juletestamentet. Sindsdien speelt hij zowel hoofd- als bijrollen in vele Deense film- en televisieproducties. Brygmann werd bekend als (onder meer) draaideurcrimineel Mick in Stealing Rembrandt, rechercheur La Cour in Rejseholdet (Unit One), politicus Høxenhave in Borgen, rechercheur Wagner in Dicte, als vader Dennis in de Netflix-serie Equinox en als Tove Ditlevsens echtgenoot Victor in Toves Værelse van Jakob Weis (zowel het theaterstuk als de speelfilm). Hij staat regelmatig op het toneel en is ook actief als stemacteur.
In 1996 kreeg Brygmann Teaterpokalen (de Theaterbokaal), de prijs van de Deense toneelcritici. In 2008 werd hem de Robert toegekend voor beste mannelijke hoofdrol in de film Hvid nat en in 2021 voor beste mannelijke bijrol in Retfærdighedens ryttere (Riders of Justice).

## Persoonlijk
Brygmann is de oudste zoon van Curt Brygmann en Helga Traberg. Zijn broers Martin en Jens zijn ook acteurs. Lars Brygmann was van 2001 tot 2015 getrouwd met de tv-presentatrice Katrine Salomon. Zij kregen een dochter en een zoon.

## Filmografie

### Film
- 1995 Sprængt nakke (korte film) van Ole Bornedal
- 1995 Elsker, elsker ikke... van Carsten Sønder - Chris
- 1997 En stille død van Jannick Johansen - Tom
- 1997 Smilla's Sense of Snow van Bille August - Verlaine
- 1997 Sekten (Credo) van Susanne Bier - Mormon
- 1998 Festen van Thomas Vinterberg - Lars
- 1998 Albert van Jørn Faurschou - Alberts vader
- 2000 Bænken van Per Fly - Lars
- 2003 En som Hodder van Henrik Ruben Genz - Hodders vader
- 2003 Arven van Per Fly - Ulrik
- 2004 Rembrandt (Stealing Rembrandt) van Jannik Johansen - Mick (Robert-nominatie voor beste mannelijke hoofdrol)
- 2004 Kongekabale van Nikolaj Arcel - Mads Kjeldsen
- 2004 Lad de små børn (Aftermath) van Paprika Steen - de chef
- 2005 Fluerne på væggen van Åke Sandgren - Sven Balder
- 2005 Unge Andersen van Rumle Hammerich - Jonas Collin
- 2006 Under Bæltestedet (korte film) van Alexander Kølpin
- 2007 Til døden os skiller van Paprika Steen - Jan Bundgaard
- 2008 Den du frygter van Kristian Levring - Frederik
- 2008 Frygtelig lykkelig van Henrik Ruben Genz - Dr. Zerleng
- 2008 Hvid nat (White Night) van Jannik Johansen - Ulrich Nymann (Robert-prijs voor beste mannelijke hoofdrol)
- 2009 Applaus van Martin Zandvliet - George
- 2011 Dirch van Martin Zandvliet - Stig Lommer
- 2011 Skyskraber van Rune Schjøtt - Helge
- 2016 Fuglene over sundet van Nicolo Donato - Pastor Kjeldgaard
- 2017 Good Favour van Rebecca Daly - Mikkel
- 2018 Charmøren van Milad Alami - Lars
- 2018 Kursk van Thomas Vinterberg - Kasjenenko
- 2019 The Professor and the Madman van Farhad Safinia - Max Müller
- 2020 Retfærdighedens ryttere (Riders of Justice) van Anders Thomas Jensen - Lennart (Robert-prijs voor beste mannelijke bijrol)
- 2022 Fædre og mødre (Fathers and Mothers) van Paprika Steen - Adrian
- 2023 Toves værelse van Martin Zandvliet - Victor (naar het toneelstuk van Jakob Weis)[1]

### Televisie
- 1995 Juletestamentet - Hr. Abrahamsen
- 1996 Charlot og Charlotte - Anton
- 1997 TAXA - Ulrik
- 2000 Edderkoppen - politieadvocaat (officier van justitie) Dam-Nielsen
- 2000-2004 Rejseholdet - Thomas La Cour
- 2003-2004 Forsvar - Mikael Frank
- 2009 Lulu & Leon - Leon Jensen
- 2010-2011 Borgen - Troels Høxenhave
- 2011 Lykke - Flemming Røn Petersen
- 2012-2014 Dicte - John Wagner
- 2014-2015  Bankerot - Gerner
- 2016 Den anden verden - Phillip
- 2018 Håbet - eerste stuurman
- 2020 Mellem os - Jeppe Bech
- 2020 Equinox - Dennis
- 2023 Forhøret (Face to Face) - Henrik Lang